# Fear Dark Records
Fear Dark est un label indépendant néerlandais de metal.

## Artistes produits
- Royal Anguish
- Eluveitie
- Taketh
- Immortal Souls
- Slechtvalk
- Kekal
- Morphia
- Sympathy